# ماریو راگان
ماریو راگان (انگلیسی: Mario Ravagnan; ۱۸ دسامبر ۱۹۳۰ – ۱۳ دسامبر ۲۰۰۶) ورزشکار شمشیربازی اهل ایتالیا بود.
وی در مسابقات کشوری و بین‌المللی در مجموع برندهٔ ۱ مدال نقره، ۱ مدال برنز شده‌است.